# Ludmilla Tchérina
Ludmilla Tchérina (nascuda Monique Tchemerzine; adigué: Шамырзэ Лудмилэ-Моникэ; París, 10 d'octubre de 1924 – 21 de març de 2004) va ser una ballarina, escultora, actriu, pintora, coreògrafa i autora de dues novel·les francesa.

## Biografia
Tchérina va néixer com a Monique Tchemerzine, en una família de l'aristocràcia circassiana. El seu pare, Avenir Tchemerzine, era un príncep circassi que va fugir de Sant Petersburg i es va exiliar a París; era un matemàtic i inventor de la bengala. La seva mare, Stéphane Finette, francesa, era una antiga alumna de l'École des chartes, que treballà en una bibliografia d'edicions originals de la poesia francesa, des de l'Edat Mitjana fins al segle xix, reconeguda com a obra de referència sota el nom de «Tchemerzine».

## Ballarina
Va estudiar amb Blanche d'Alessandri, Olga Preobrajenska i Ivan Clustine. També va fer classes de mim, que la van introduir en la «dansa de les emocions interiors», i amb Georges Ricaux i Boris Knyazev. Va completar la seva formació a l'Escola de Dansa de l'Òpera de París.
En esclatar la guerra europea es va traslladar amb la seva mare a Marsella, on va debutar quan tenia 16 anys. Després va ballar amb el Ballet Russe de Montecarlo, on la veié Serge Lifar. Va fer el seu debut a París creant el paper de Julieta a la seva Romeu i Julieta, el 1942, convertint-se en la prima ballerina més jove de la història de la dansa. El 1945 va ser ballarina principal del Ballet dels Champs-Élysées i va actuar a París amb el seu marit, Edmond Audran. Va crear diversos papers als ballets de Lifar, com ara: Mephisto Waltz el 1945, A la memoire d'un heros el 1946 i Le Martyre de Saint-Sebastian el 1957. Va aparèixer sovint amb l'Òpera de París, i va ser la primera ballarina occidental que va actuar al Ballet Bolxoi, de Moscou, i al Ballet Kirov, de Leningrad, com a intèrpret convidada. La seva interpretació de Joana d'Arc a la foguera, de Claudel i Honegger, l'any 1970, al Théâtre des Champs-Elysées, va ser també memorable.

## Cinema, teatre, televisió, literatura, pintura, escultura...

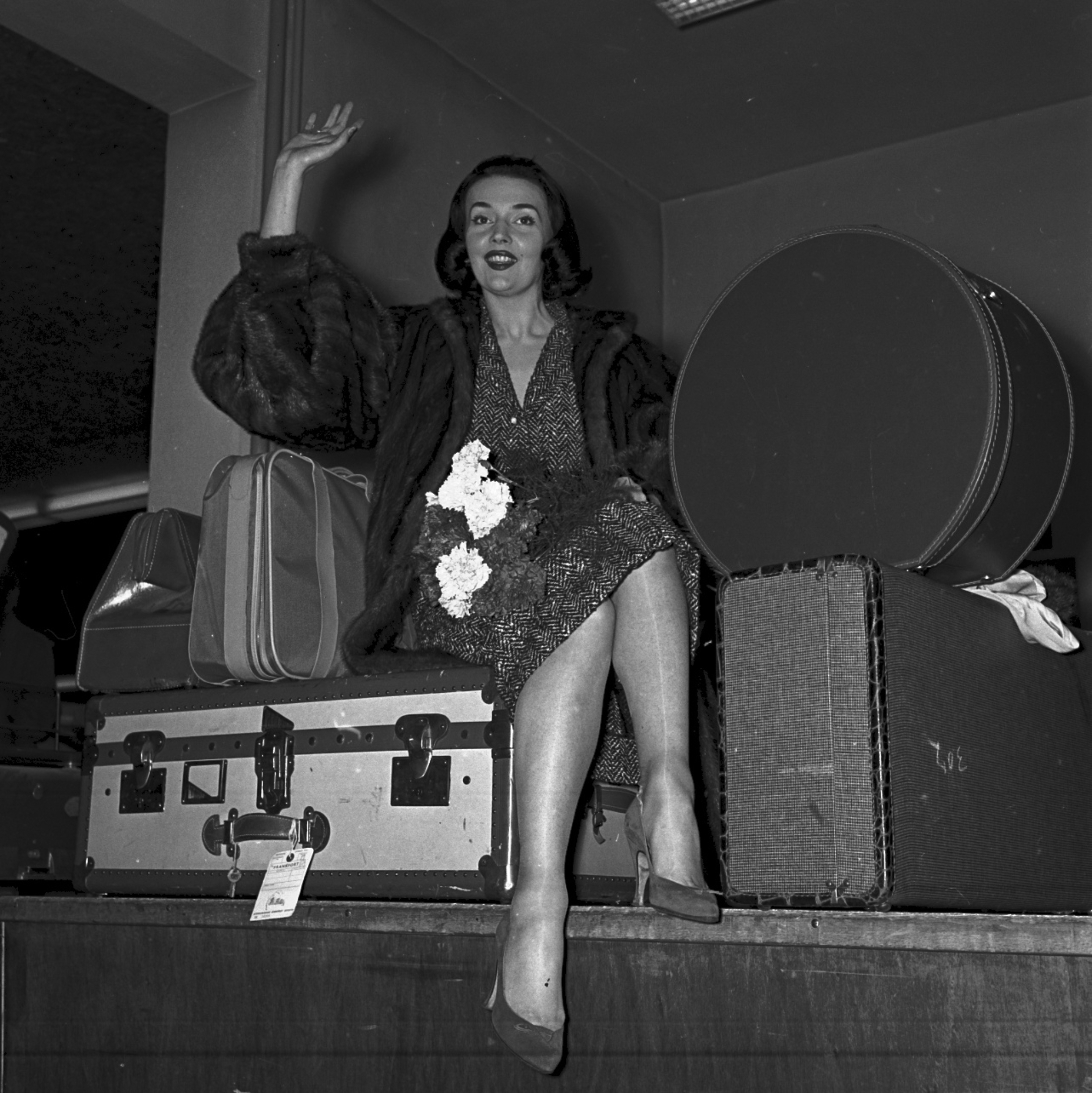
Ludmilla Tcherina 1955 a l'aeroport de Frankfurt

Tchérina va actuar en diverses pel·lícules, com Un Revenant (1946)', de Christian-Jaque, Les sabatilles vermelles (1950), The Tales of Hoffmann (1951), per la qual va guanyar l'Oscar a la millor intèrpret femenina estrangera el 1950, Oh... Rosalinda! (1955) i Luna de miel, totes elles dirigides per Emeric Pressburger i Michael Powell, Sign of the Pagan (1954), de Douglas Sirk, Parsifal (1951), de Daniel Mangrané, Les amants de Teruel (1962), de Raymond Rouleau.
A la dècada de 1980 es va dedicar a escriure, i va publicar dues novel·les amb el seu nom, L'Amour au miroir (1973) i La Femme a l'envers (1986).

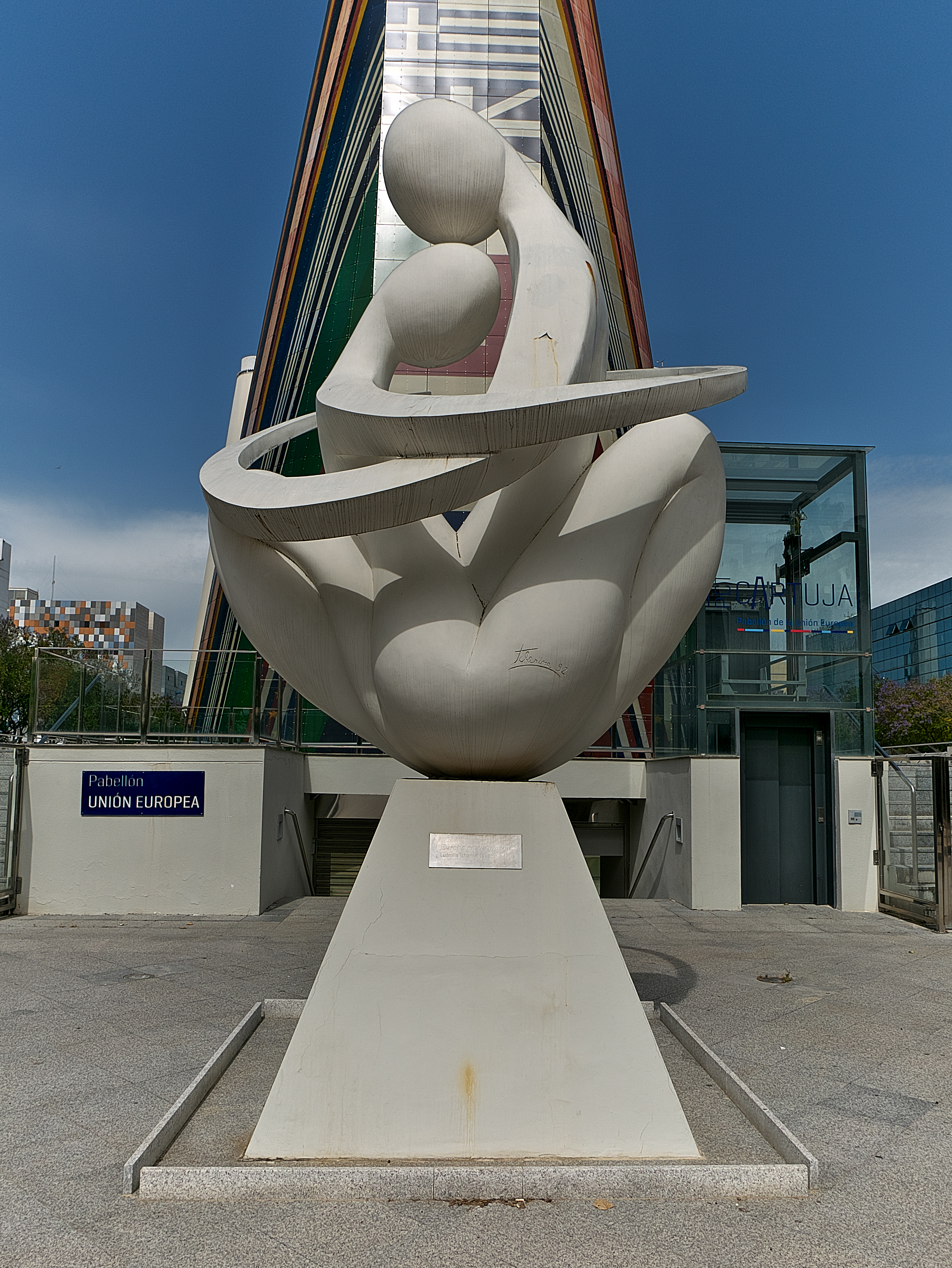
Europa en el cor, a l'Expo de Sevilla (1992)

Tchérina va tenir sempre una passió per la pintura i va exposar als anys 60; són destacables la seva mostra a l'Hôtel de Sully, a París, patrocinada per André Malraux, i l'exposició al voltant del seu Dynamogram, combinant pintura i dansa, amb la qual va introduir la seva teoria de "l'art total".
Al teatre representarà Anna Karenina (1975), a la televisió Salomé (1972), La dama de les Camèlies (1974) o La reina de Saba (Gran Premi a la millor actriu, Montecarlo, 1975).
També va concebre i executar diverses escultures monumentals, entre les quals Europe à Coeur, escollida l'any 1991 per la UE per simbolitzar la unió d'Europa, exposada el 1992 al Pavelló de la Unió Europea de l'Exposició Universal de Sevilla i que ara es troba al Parlament Europeu. El 1994 va crear Europa Operanda, ara instal·lada a la terminal francesa de l'Eurotúnel, a Calais.

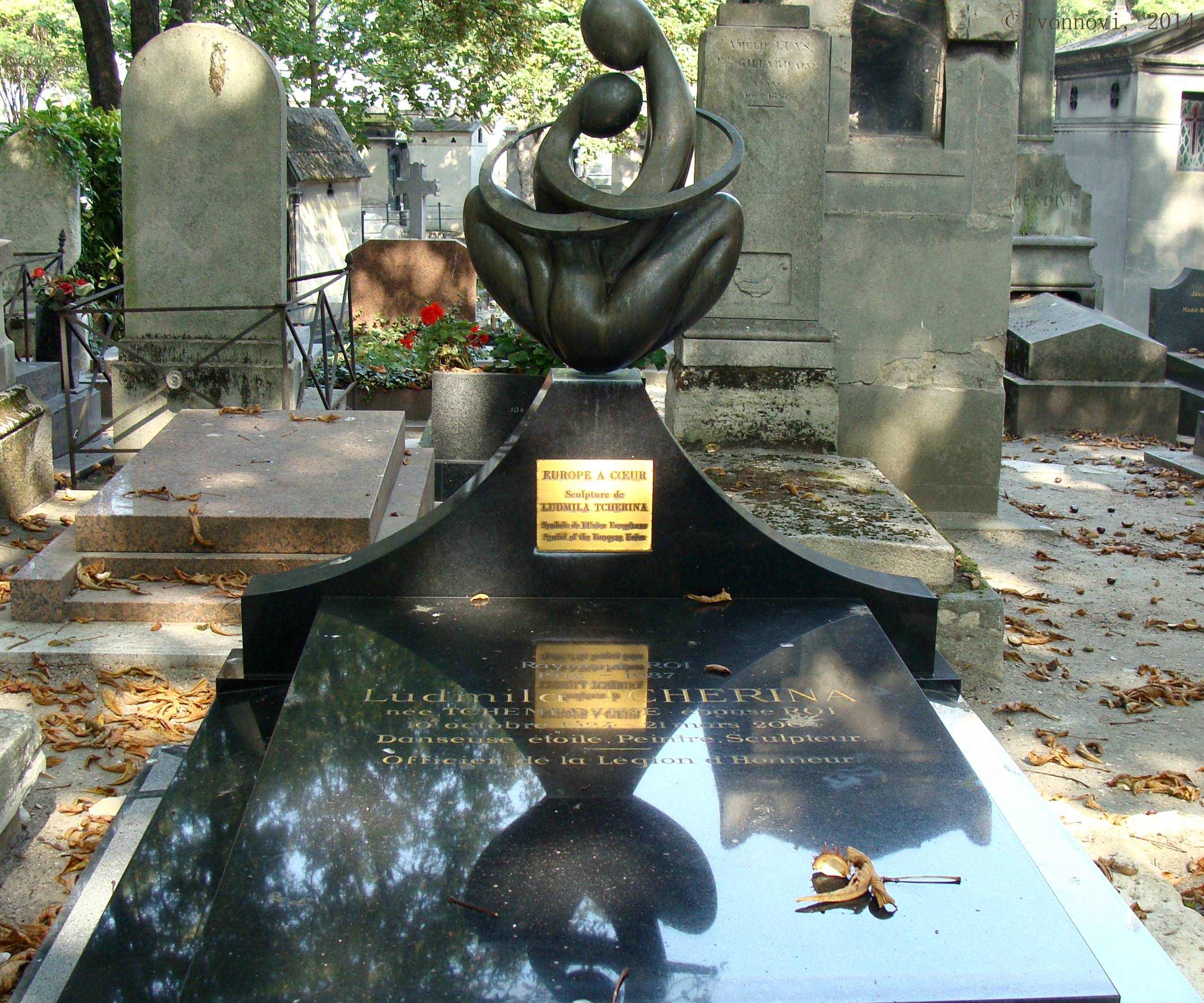
Tomba de Tcherina al cementiri de Montmartre

## Vida personal
Es va casar el 1946 amb l'actor i ballarí Edmond Audran, que moriria en un accident de cotxe el 1951. Es va casar després, al 1953, amb l'industrial Raymond Roi.
Va ser condecorada amb la Légió d'Honor el 1980.

## Mort
Tchérina va morir el 2004, als 79 anys, i està enterrada al cementiri de Montmartre, a París.

## Filmografia
| Any  | Títol                    | Paper              | Notes |
| ---- | ------------------------ | ------------------ | ----- |
| 1946 | Un revenant              | Karina             |       |
| 1948 | Les sabatilles vermelles | Irina Boronskaja   |       |
| 1949 | Fandango                 | Angélica           |       |
| 1950 | La Belle que voilà       | Mireille Oslava    |       |
| 1950 | La nuit s'achève         | Danielle Chevalier |       |
| 1951 | The Tales of Hoffmann    | Giulietta          |       |
| 1951 | Clara de Montargis       | Clara              |       |
| 1951 | Parsifal                 | Kundry             |       |
| 1952 | Grand Gala               | Monique            |       |
| 1953 | Spartaco                 | Amitys             |       |
| 1954 | La figlia di Mata Hari   | Elyne              |       |
| 1954 | Sign of the Pagan        | Princesa Pulcheria |       |
| 1955 | Oh... Rosalinda!!        | Rosalinda          |       |
| 1959 | Luna de miel             | Anna               |       |
| 1962 | Les Amants de Teruel     | Isa                |       |
| 1964 | Une ravissante idiote    |                    |       |